# Női egyéni sprint pálya-kerékpározás a 2008. évi nyári olimpiai játékokon
A 2008. évi nyári olimpiai játékokon a kerékpározás női egyéni sprint versenyszámát augusztus 17. és 19. között rendezték a Laoshan-pályakerékpár-pályán.

## Eredmények
Az időeredmények másodpercben értendők. A rövidítések jelentése a következő:
- Q: továbbjutás helyezés alapján
- OR: olimpiai rekord
- REL: kizárták

### Selejtező
A verseny össztávja 200 m volt. Minden versenyző továbbjutott az 1. fordulóba.
| H   | Rsz | Név                     | Nemzet                 | Részidő | Részidő | Idő    | Cs        | Mj |
| H   | Rsz | Név                     | Nemzet                 | 100 m   | H       | Idő    | (km/h)    | Mj |
| --- | --- | ----------------------- | ---------------------- | ------- | ------- | ------ | --------- | -- |
| 1.  | 88  | Victoria Pendleton      | Nagy-Britannia (GBR)   | 5,409   | 1       | 10,963 | 65,675 OR | Q  |
| 2.  | 29  | Kuo Suang               | Kína (CHN)             | 5,461   | 2       | 11,106 | 64,829    | Q  |
| 3.  | 16  | Anna Meares             | Ausztrália (AUS)       | 5,466   | 3       | 11,140 | 64,631    | Q  |
| 4.  | 140 | Willy Kanis             | Hollandia (NED)        | 5,482   | 4       | 11,167 | 64,475    | Q  |
| 5.  | 120 | Simona Krupeckaitė      | Litvánia (LTU)         | 5,534   | 5       | 11,222 | 71,125    | Q  |
| 6.  | 75  | Clara Sanchez           | Franciaország (FRA)    | 5,595   | 7       | 11,365 | 63,352    | Q  |
| 7.  | 20  | Natallja Cilinszkaja    | Fehéroroszország (BLR) | 5,562   | 6       | 11,372 | 63,313    | Q  |
| 8.  | 191 | Jennie Reed             | Egyesült Államok (USA) | 5,623   | 9       | 11,400 | 63,157    | Q  |
| 9.  | 38  | Lisandra Guerra         | Kuba (CUB)             | 5,595   | 7       | 11,462 | 62,816    | Q  |
| 10. | 139 | Yvonne Hijgenaar        | Hollandia (NED)        | 5,675   | 11      | 11,533 | 62,429    | Q  |
| 11. | 166 | Szvetlana Grankovszkaja | Oroszország (RUS)      | 5,648   | 10      | 11,544 | 62,370    | Q  |
| 12. | 117 | Cukuda Szakie           | Japán (JPN)            | 5,944   | 12      | 12,134 | 59,337    | Q  |

### 1. forduló
Minden futamgyőztes továbbjutott a negyeddöntőbe, míg a vesztesek a vigaszágon folytathatták a versenyt.
| Rsz      | Versenyző               | Nemzet                 | Gyi      | Cs       | Mj       |
| 1. futam | 1. futam                | 1. futam               | 1. futam | 1. futam | 1. futam |
| -------- | ----------------------- | ---------------------- | -------- | -------- | -------- |
| 88       | Victoria Pendleton      | Nagy-Britannia (GBR)   | 11,736   | 61,349   | Q        |
| 117      | Cukuda Szakie           | Japán (JPN)            |          |          |          |
| 2. futam |                         |                        |          |          |          |
| 29       | Kuo Suang               | Kína (CHN)             | 11,410   | 63,102   | Q        |
| 166      | Szvetlana Grankovszkaja | Oroszország (RUS)      |          |          |          |
| 3. futam |                         |                        |          |          |          |
| 16       | Anna Meares             | Ausztrália (AUS)       | 11,663   | 61,733   | Q        |
| 139      | Yvonne Hijgenaar        | Hollandia (NED)        |          |          |          |
| 4. futam |                         |                        |          |          |          |
| 140      | Willy Kanis             | Hollandia (NED)        | 12,155   | 59,234   | Q        |
| 38       | Lisandra Guerra         | Kuba (CUB)             | REL      |          |          |
| 5. futam |                         |                        |          |          |          |
| 191      | Jennie Reed             | Egyesült Államok (USA) | 11,955   | 60,225   | Q        |
| 120      | Simona Krupeckaitė      | Litvánia (LTU)         |          |          |          |
| 6. futam |                         |                        |          |          |          |
| 75       | Clara Sanchez           | Franciaország (FRA)    | 11,607   | 62,031   | Q        |
| 20       | Natallja Cilinszkaja    | Fehéroroszország (BLR) |          |          |          |

| H        | Rsz      | Versenyző               | Nemzet                 | Gyi      | Cs       | Mj       |
| 1. futam | 1. futam | 1. futam                | 1. futam               | 1. futam | 1. futam | 1. futam |
| -------- | -------- | ----------------------- | ---------------------- | -------- | -------- | -------- |
| 1.       | 20       | Natallja Cilinszkaja    | Fehéroroszország (BLR) | 11,871   | 60,652   | Q        |
| 2.       | 38       | Lisandra Guerra         | Kuba (CUB)             |          |          |          |
| 3.       | 117      | Cukuda Szakie           | Japán (JPN)            |          |          |          |
| 2. futam |          |                         |                        |          |          |          |
| 1.       | 120      | Simona Krupeckaitė      | Litvánia (LTU)         | 12,123   | 59,391   | Q        |
| 2.       | 166      | Szvetlana Grankovszkaja | Oroszország (RUS)      |          |          |          |
| 3.       | 139      | Yvonne Hijgenaar        | Hollandia (NED)        |          |          |          |

| H   | Rsz | Versenyző               | Nemzet            | Gyi    | Cs     | Mj |
| --- | --- | ----------------------- | ----------------- | ------ | ------ | -- |
| 9.  | 166 | Szvetlana Grankovszkaja | Oroszország (RUS) | 12,192 | 59,055 |    |
| 10. | 38  | Lisandra Guerra         | Kuba (CUB)        |        |        |    |
| 11. | 139 | Yvonne Hijgenaar        | Hollandia (NED)   |        |        |    |
| 12. | 117 | Cukuda Szakie           | Japán (JPN)       |        |        |    |

### Negyeddöntő
Minden futamgyőztes továbbjutott az elődöntőbe, míg a vesztesek az 5–8. helyért folytathatták.
| Rsz      | Versenyző            | Nemzet                 | 1. idő   | 2. idő   | Mj       |
| 1. futam | 1. futam             | 1. futam               | 1. futam | 1. futam | 1. futam |
| -------- | -------------------- | ---------------------- | -------- | -------- | -------- |
| 88       | Victoria Pendleton   | Nagy-Britannia (GBR)   | 11,839   | 11,672   | Q        |
| 120      | Simona Krupeckaitė   | Litvánia (LTU)         |          |          |          |
| 2. futam |                      |                        |          |          |          |
| 29       | Kuo Suang            | Kína (CHN)             | 11,501   | 11,627   | Q        |
| 20       | Natallja Cilinszkaja | Fehéroroszország (BLR) |          |          |          |
| 3. futam |                      |                        |          |          |          |
| 16       | Anna Meares          | Ausztrália (AUS)       | 11,716   | 12,108   | Q        |
| 75       | Clara Sánchez        | Franciaország (FRA)    |          |          |          |
| 4. futam |                      |                        |          |          |          |
| 140      | Willy Kanis          | Hollandia (NED)        | 11,944   | 11,767   | Q        |
| 191      | Jennie Reed          | Egyesült Államok (USA) |          |          |          |

| H  | Rsz | Versenyző            | Nemzet                 | Gyi    | Cs     | Mj |
| -- | --- | -------------------- | ---------------------- | ------ | ------ | -- |
| 5. | 75  | Clara Sanchez        | Franciaország (FRA)    | 12,264 | 58,708 |    |
| 6. | 20  | Natallja Cilinszkaja | Fehéroroszország (BLR) |        |        |    |
| 7. | 191 | Jennie Reed          | Egyesült Államok (USA) |        |        |    |
| 8. | 120 | Simona Krupeckaitė   | Litvánia (LTU)         | REL    |        |    |

### Elődöntő
A futamok győztesei jutottak a döntőbe, míg a vesztesek a bronzmérkőzésen folytathatták.
| Rsz      | Versenyző          | Nemzet               | 1. idő   | 2. idő   | 3. idő   | Mj       |
| 1. futam | 1. futam           | 1. futam             | 1. futam | 1. futam | 1. futam | 1. futam |
| -------- | ------------------ | -------------------- | -------- | -------- | -------- | -------- |
| 88       | Victoria Pendleton | Nagy-Britannia (GBR) | 11,537   | 11,885   |          | Q        |
| 140      | Willy Kanis        | Hollandia (NED)      |          |          |          |          |
| 2. futam |                    |                      |          |          |          |          |
| 16       | Anna Meares        | Ausztrália (AUS)     |          | 11,578   | 11,617   | Q        |
| 29       | Kuo Suang          | Kína (CHN)           | 11,629   |          | REL      |          |

### Döntő
| H             | Rsz           | Versenyző          | Nemzet               | 1. idő        | 2. idő        | Mj            |               |
| Bronzmérkőzés | Bronzmérkőzés | Bronzmérkőzés      | Bronzmérkőzés        | Bronzmérkőzés | Bronzmérkőzés | Bronzmérkőzés | Bronzmérkőzés |
| ------------- | ------------- | ------------------ | -------------------- | ------------- | ------------- | ------------- | ------------- |
| Bronz         | 29            | Kuo Suang          | Kína (CHN)           | 11,420        | 11,617        |               |               |
| 4.            | 140           | Willy Kanis        | Hollandia (NED)      |               |               |               |               |
| Döntő         |               |                    |                      |               |               |               |               |
| Arany         | 88            | Victoria Pendleton | Nagy-Britannia (GBR) | 11,363        | 11,118        |               |               |
| Ezüst         | 16            | Anna Meares        | Ausztrália (AUS)     |               |               |               |               |

### Végeredmény
| Helyezés | Név                     | Nemzet           |
| -------- | ----------------------- | ---------------- |
| Arany    | Victoria Pendleton      | Nagy-Britannia   |
| Ezüst    | Anna Meares             | Ausztrália       |
| Bronz    | Kuo Suang               | Kína             |
| 4.       | Willy Kanis             | Hollandia        |
| 5.       | Clara Sanchez           | Franciaország    |
| 6.       | Natallja Cilinszkaja    | Fehéroroszország |
| 7.       | Jennie Reed             | Egyesült Államok |
| 8.       | Simona Krupeckaitė      | Litvánia         |
| 9.       | Szvetlana Grankovszkaja | Oroszország      |
| 10.      | Lisandra Guerra         | Kuba             |
| 11.      | Yvonne Hijgenaar        | Hollandia        |
| 12.      | Cukuda Szakie           | Japán            |